# Woronino (rejon bieżanicki)
Woronino (ros. Воронино) – wieś (ros. деревня, trb. dieriewnia) w zachodniej Rosji, w osiedlu wiejskim Bieżanickoje rejonu bieżanickiego w obwodzie pskowskim.

## Geografia
Miejscowość położona jest w pobliżu rzeki Połonica, 16,5 km od centrum administracyjnego osiedla wiejskiego i całego rejonu (Bieżanice), 140 km od stolicy obwodu (Psków).

## Demografia
W 2010 r. miejscowość nie posiadała mieszkańców.